# San Francisco del Yeso (distrito)
San Francisco del Yeso é um distrito peruano localizado na Província de Luya, departamento Amazonas. Sua capital é a cidade de San Francisco del Yeso.

## Transporte
O distrito de San Francisco del Yeso não é servido pelo sistema de estradas terrestres do Peru.